# KH바텍
주식회사 KH바텍(KHVatec)은 대한민국의 IT부품 중견기업이다. 1992년 금호로 설립되어 2001년 현재 이름으로 변경하였다. 2002년 코스닥에 상장되었다.